# NGC 5470
NGC 5470 é uma galáxia espiral (Sb) localizada na direcção da constelação de Virgo. Possui uma declinação de +06° 01' 45" e uma ascensão recta de 14 horas, 06 minutos e 31,9 segundos.
A galáxia NGC 5470 foi descoberta em 17 de Abril de 1830 por John Herschel.